# Джеймі Сівес
Джеймі Сівес (англ. Jamie Sives; нар. 1973 в Лохенд, Единбург — шотландський актор.
Сівес навчався в Літській Академії і працював такелажником, листоношею і клубним швейцаром в Единбурзі, перш ніж стати актором. В 2014, він грав роль Якова III, короля Шотландії, у п'єсі «Король Яків III» в Національному театрі Шотландії.

## Часткова фільмографія
| Рік     | Назва                         | Ориг. назва                  | Роль                     | Примітки |
| ------- | ----------------------------- | ---------------------------- | ------------------------ | --- |
| 2023    | Шетланд                       | Shetland                     | Кал Інес                 | телесеріал |
| 2021–   | Анніка                        | Annika                       | сержант Майкл Мак-Ендрюс | телесеріал |
| 2021    | Злочин                        | Crime                        | інспектор Дагі Гіллман   | телесеріал |
| 2019–23 | Провина                       | Guilt                        | Джейк Мак-Калл           | телесеріал |
| 2019    | Чорнобиль                     | Chernobyl                    | Анатолій Ситников        | міні-серіал |
| 2015    | У серці моря                  | In the Heart of the Sea      | Айзек Коул               | |
| 2013    | Гонка                         | Rush                         | механік BRM              | |
| 2012    | Державна таємниця             | State Secret                 | Лі Фоулдс                | міні-серіал |
| 2011    | Гра престолів                 | Game of Thrones              | Джьорі Кассель           | телесеріал 5 епізодів |
| 2011    | Нові трюки                    | New Tricks                   | Слейтер                  | |
| 2011    | Ізгої                         | Outcasts                     | Леон                     | телесеріал, 1 епізод |
| 2011    | Один день                     | One Day                      | містер Годалминг         | |
| 2010    | Битва титанів                 | Clash of the Titans          | капітан                  | |
| 2009    | Вальгала: Сага про вікінга    | Valhalla Rising              | Горм                     | |
| 2009    | Сортування                    | Triage                       | Девід                    | |
| 2008    | Воскрешаючи мертвих           | Waking the Dead              | капрал Роберт Ломакс     | телесеріал, епізод «Борг і честь» |
| 2006    | Доктор Хто                    | Doctor Who                   | капітан Рейнольдс        | телесеріал епізод: «Ікло та кіготь» |
| 2006    | Кохання та інші катастрофи    | Love and Other Disasters     | Фінлі Макмиллиан         | |
| 2002    | Вілбур хоче покінчити з собою | Wilbur Wants to Kill Himself | Вілбур                   | Міжнародний кінофестиваль у Вальядоліді: Кращий актор Номінація — Премія британського незалежного кіно за самого багатообіцяючого новачка Номінація — Премія Європейської кіноакадемії: Приз глядацьких симпатій за кращого актора |
| 2001    | Костолом                      | Mean Machine                 | Чів                      | |
| 2000    | Таггерт                       | Taggart                      | DC Елві Б'юкенен         | телесеріал — епізод «Примарний гонщик» |